# Elecciones generales de las Islas Feroe de 1946
Elecciones generales tuvieron lugar en las Islas Feroe el 8 de noviembre de 1946. El Partido Popular se mantuvo como el partido mayoritario en el Løgting, obteniendo 8 de los 18 escaños.

## Resultados
| Partido                   | Votos  | %     | Escaños | +/–   |
| ------------------------- | ------ | ----- | ------- | ----- |
| Partido Popular           | 5 396  | 40,92 | 8       | –3    |
| Partido Unionista         | 3 783  | 28,69 | 6       | 0     |
| Partido de la Igualdad    | 3 705  | 28,10 | 6       | 0     |
| Independientes            | 302    | 2,29  | 0       | Nuevo |
| Total                     | 13 186 | 100   | 20      | -3    |
| Fuente: Election Passport |        |       |         |       |